# FK Khimik Dzerjinsk
Maillots
Le Khimik Dzerjinsk (russe : «Химик» Дзержинск) est un club de football russe basé à Dzerjinsk fondé en 1946.
Il évolue en quatrième division russe depuis la saison 2023-2024.

## Histoire
Fondé en 1946 sous le nom Azot avant d'adopter celui de Khimik durant la majorité de son existence, le club évolue notamment en deuxième division d'abord sous l'ère soviétique entre 1947 et 1949 et de 1960 à 1962, puis par la suite sous l'ère russe entre 2013 et 2015. Sa section professionnelle est dissoute à l'issue de la saison 2015-2016 tandis que le club survit sous l'identité de son équipe réserve, le Djerzinsk-TS, au sein de la quatrième division. Il reprend par la suite le nom Khimik à partir de 2019.
Après une année d'inactivité, le club obtient une licence professionnelle en juin 2021 et réintègre ainsi la troisième division dans le cadre de l'exercice 2021-2022.

## Bilan sportif

### Classements en championnat
La frise ci-dessous résume les classements successifs du club en championnat d'Union soviétique.
La frise ci-dessous résume les classements successifs du club en championnat de Russie.

### Bilan par saison
Légende
- Promotion en division supérieure
- Relégation en division inférieure

#### Période soviétique
| Saison    | Championnat       | Championnat       | Championnat       | Championnat       | Championnat       | Championnat       | Championnat       | Championnat       | Championnat       | Championnat       | Coupe d'URSS          |
| Saison    | Division          | Pos               | Pts               | J                 | V                 | N                 | D                 | BP                | BC                | Diff              | Coupe d'URSS          |
| --------- | ----------------- | ----------------- | ----------------- | ----------------- | ----------------- | ----------------- | ----------------- | ----------------- | ----------------- | ----------------- | --------------------- |
| 1947      | 2e Russie 1       | 8e                | 19                | 22                | 8                 | 3                 | 11                | 30                | 53                | -23               | Quarts de finale Q    |
| 1948      | 2e Russie 1       | 4e                | 37                | 26                | 17                | 3                 | 6                 | 60                | 32                | +28               | —                     |
| 1949      | 2e Russie 1       | 7e                | 25                | 24                | 10                | 5                 | 9                 | 31                | 30                | +1                | Quarts de finale Q    |
| 1950-1959 | Championnat local | Championnat local | Championnat local | Championnat local | Championnat local | Championnat local | Championnat local | Championnat local | Championnat local | Championnat local | —                     |
| 1960      | 2e Russie 2       | 12e               | 19                | 28                | 4                 | 11                | 13                | 29                | 48                | -19               | —                     |
| 1961      | Championnat local | Championnat local | Championnat local | Championnat local | Championnat local | Championnat local | Championnat local | Championnat local | Championnat local | Championnat local | —                     |
| 1962      | 2e Russie 1       | 14e               | 24                | 32                | 8                 | 8                 | 16                | 18                | 38                | -20               | Huitièmes de finale Q |
| 1963      | 3e Russie 2       | 6e                | 36                | 32                | 13                | 10                | 9                 | 30                | 22                | +8                | Huitièmes de finale Q |
| 1964      | 3e Russie 2       | 4e                | 38                | 32                | 14                | 10                | 8                 | 37                | 26                | +11               | Huitièmes de finale Q |
| 1965      | 3e Russie 2       | 3e                | 47                | 36                | 18                | 11                | 7                 | 59                | 32                | +27               | —                     |
| 1966      | 3e Russie 2       | 15e               | 26                | 34                | 7                 | 12                | 15                | 28                | 37                | -9                | Quarts de finale Q    |
| 1967      | 3e Russie 2       | 5e                | 43                | 36                | 18                | 7                 | 11                | 39                | 27                | +12               | Huitièmes de finale Q |
| 1968      | 3e Russie 1       | 9e                | 39                | 38                | 14                | 11                | 13                | 30                | 29                | +1                | Quarts de finale Q    |
| 1969      | 3e Russie 2       | 8e                | 36                | 34                | 15                | 6                 | 13                | 47                | 37                | +10               | —                     |
| 1970      | 4e Russie 3       | 3e                | 45                | 34                | 18                | 9                 | 7                 | 57                | 31                | +26               | —                     |
| 1971      | 3e Zone 3         | 14e               | 34                | 38                | 14                | 6                 | 18                | 31                | 43                | -12               | —                     |
| 1972      | 3e Zone 4         | 8e                | 37                | 36                | 14                | 9                 | 13                | 47                | 37                | +10               | —                     |
| 1973      | 3e Zone 5         | 4e                | 38                | 32                | 16                | 9                 | 7                 | 47                | 32                | +15               | —                     |
| 1974      | 3e Zone 3         | 7e                | 43                | 38                | 16                | 11                | 11                | 54                | 35                | +19               | —                     |
| 1975      | 3e Zone 4         | 7e                | 34                | 32                | 12                | 10                | 10                | 37                | 28                | +9                | —                     |
| 1976      | 3e Zone 4         | 15e               | 34                | 40                | 14                | 6                 | 20                | 34                | 41                | -7                | —                     |
| 1977      | 3e Zone 3         | 12e               | 36                | 40                | 11                | 14                | 15                | 41                | 50                | -9                | —                     |
| 1978      | 3e Zone 3         | 21e               | 35                | 46                | 11                | 13                | 22                | 36                | 64                | -28               | —                     |
| 1979      | 3e Zone 3         | 12e               | 51                | 48                | 21                | 9                 | 18                | 59                | 52                | +7                | —                     |
| 1980      | 3e Zone 2         | 6e                | 40                | 34                | 13                | 14                | 7                 | 34                | 27                | +7                | —                     |
| 1981      | 3e Zone 2         | 4e                | 36                | 32                | 15                | 6                 | 11                | 42                | 34                | +8                | —                     |
| 1982      | 3e Zone 2         | 12e               | 28                | 32                | 11                | 6                 | 15                | 36                | 38                | -2                | —                     |
| 1983      | 3e Zone 2         | 6e                | 31                | 28                | 12                | 7                 | 9                 | 30                | 26                | +4                | —                     |
| 1984      | 3e Zone 2         | 4e                | 40                | 32                | 16                | 8                 | 8                 | 53                | 32                | +21               | —                     |
| 1985      | 3e Zone 2         | 10e               | 26                | 28                | 8                 | 10                | 10                | 32                | 29                | +3                | —                     |
| 1986      | 3e Zone 2         | 6e                | 40                | 32                | 15                | 10                | 7                 | 36                | 22                | +14               | 64es de finale        |
| 1987      | 3e Zone 2         | 6e                | 33                | 32                | 12                | 9                 | 11                | 33                | 33                | 0                 | —                     |
| 1988      | 3e Zone 2         | 12e               | 29                | 32                | 11                | 7                 | 14                | 33                | 30                | +3                | —                     |
| 1989      | 3e Zone 2         | 15e               | 38                | 42                | 14                | 10                | 18                | 40                | 58                | -18               | —                     |
| 1990      | 4e Zone 5         | 10e               | 29                | 32                | 13                | 3                 | 16                | 42                | 43                | -1                | —                     |
| 1991      | 4e Zone 5         | 14e               | 39                | 42                | 14                | 11                | 17                | 46                | 53                | -7                | —                     |

#### Période russe
| Saison    | Championnat       | Championnat  | Championnat  | Championnat  | Championnat  | Championnat  | Championnat  | Championnat  | Championnat  | Championnat  | Coupe de Russie     |
| Saison    | Division          | Pos          | Pts          | J            | V            | N            | D            | BP           | BC           | Diff         | Coupe de Russie     |
| --------- | ----------------- | ------------ | ------------ | ------------ | ------------ | ------------ | ------------ | ------------ | ------------ | ------------ | ------------------- |
| 1992      | 3e Zone 4         | 4e           | 48           | 38           | 19           | 10           | 9            | 50           | 32           | +18          | —                   |
| 1993      | 3e Zone 3         | 11e          | 29           | 34           | 12           | 5            | 17           | 41           | 54           | -13          | 256es de finale     |
| 1994      | 3e Zone 5         | 5e           | 38           | 32           | 15           | 8            | 9            | 37           | 21           | +16          | 64es de finale      |
| 1995      | 4e Zone 5         | 3e           | 57           | 28           | 17           | 6            | 5            | 55           | 27           | +28          | 256es de finale     |
| 1996      | 4e Zone 5         | 11e          | 38           | 30           | 9            | 11           | 10           | 24           | 31           | -7           | 256es de finale     |
| 1997      | 4e Zone 4         | 18e          | 20           | 36           | 4            | 8            | 24           | 18           | 64           | -46          | 64es de finale      |
| 1998      | 3e Povoljié       | 15e          | 42           | 36           | 11           | 9            | 16           | 30           | 38           | -8           | 256es de finale     |
| 1999      | 3e Povoljié       | 9e           | 47           | 34           | 13           | 8            | 13           | 39           | 44           | -5           | 128es de finale     |
| 2000      | 3e Povoljié       | 13e          | 37           | 34           | 11           | 4            | 19           | 38           | 46           | -8           | 128es de finale     |
| 2001      | 3e Povoljié       | 5e           | 61           | 34           | 18           | 7            | 9            | 49           | 23           | +26          | 256es de finale     |
| 2002      | 3e Povoljié       | 11e          | 38           | 30           | 10           | 8            | 12           | 39           | 33           | +6           | 256es de finale     |
| 2003      | 4e Privoljié      | 12e          | 30           | 32           | 9            | 3            | 20           | 39           | 73           | -34          | 64es de finale      |
| 2004      | 4e Privoljié      | 11e          | 54           | 36           | 14           | 12           | 10           | 46           | 37           | +9           | —                   |
| 2005      | 4e Privoljié      | 6e           | 40           | 26           | 11           | 7            | 8            | 37           | 35           | +2           | —                   |
| 2006      | 4e Privoljié      | 2e           | 52           | 24           | 17           | 1            | 6            | 54           | 28           | +26          | —                   |
| 2007      | 4e Privoljié      | 1er          | 80           | 32           | 26           | 2            | 4            | 76           | 22           | +54          | —                   |
| 2008      | 3e Oural-Povoljié | 6e           | 57           | 34           | 15           | 12           | 7            | 51           | 39           | +12          | 256es de finale     |
| 2009      | 3e Oural-Povoljié | 10e          | 42           | 30           | 13           | 3            | 14           | 32           | 44           | -12          | 64es de finale      |
| 2010      | 3e Oural-Povoljié | 9e           | 29           | 26           | 7            | 8            | 11           | 28           | 39           | -11          | 64es de finale      |
| 2011-2012 | 3e Oural-Povoljié | 9e           | 48           | 39           | 13           | 9            | 17           | 41           | 52           | -11          | 256es de finale     |
| 2011-2012 | 3e Oural-Povoljié | 9e           | 48           | 39           | 13           | 9            | 17           | 41           | 52           | -11          | 128es de finale     |
| 2012-2013 | 3e Ouest          | 1er          | 52           | 26           | 15           | 7            | 4            | 37           | 18           | +19          | Seizièmes de finale |
| 2013-2014 | 2e                | 15e          | 37           | 36           | 10           | 7            | 19           | 29           | 49           | -20          | Seizièmes de finale |
| 2014-2015 | 2e                | 17e          | 27           | 34           | 7            | 6            | 21           | 35           | 59           | -24          | Seizièmes de finale |
| 2015-2016 | 3e Oural-Povoljié | 8e           | 25           | 27           | 7            | 4            | 16           | 28           | 54           | -26          | 64es de finale      |
| 2016      | 4e Privoljié      | 1er          | 49           | 20           | 16           | 1            | 3            | 58           | 17           | +41          | —                   |
| 2017      | 4e Privoljié      | 3e           | 48           | 22           | 15           | 3            | 4            | 57           | 17           | +40          | —                   |
| 2018      | 4e Privoljié      | 5e           | 33           | 22           | 9            | 6            | 7            | 45           | 25           | +20          | —                   |
| 2019      | 4e Privoljié      | 5e           | 53           | 28           | 17           | 2            | 9            | 57           | 46           | +11          | —                   |
| 2020      | Club inactif      | Club inactif | Club inactif | Club inactif | Club inactif | Club inactif | Club inactif | Club inactif | Club inactif | Club inactif | Club inactif        |
| 2021-2022 | 3e Groupe 2       | 21e          | 13           | 16           | 3            | 4            | 9            | 16           | 33           | -17          | 256es de finale     |
| 2022-2023 | 3e Groupe 2       | 15e          | 30           | 18           | 8            | 6            | 4            | 26           | 17           | +9           | 128es de finale     |
| 2023      | 4e Groupe 2       | en cours     | en cours     | en cours     | en cours     | en cours     | en cours     | en cours     | en cours     | en cours     | 64es de finale      |

## Entraîneurs
La liste suivante présente les différents entraîneurs du club :
- Nikolaï Smirnov (1946)
- Mikhaïl Krendelev (1947)
- Vassili Povaliaïev (1948-1949)
- Aleksandr Chevliakov (1955-1956)
- Boris Petrov (1957-1958)
- Nikolaï Tchernov (1959)
- Fiodor Ielfimov (1964)
- Arkadi Afanasiev (1965-1969)
- Aleksandr Kotchetkov (1970)
- Vladislav Mikhaïlovski (1971-1973)
- Vladislav Mikhaïlovski (1976-1978)
- Leonid Chliak (1979-1982)
- Anatoli Piskovets (1983)
- Leonid Chliak (1984-1985)
- Iouri Volkov (1986)
- Iouri Volkov (1988-1989)
- Nikolaï Gorchkov (1990)
- Guennadi Zaliotov (1991)
- Mikhaïl Seniourine (1991-1993)
- Andreï Sergueïev (1996-1997)
- Valeri Volodine (1998-2002)
- Salavat Galeïev (2003-juin 2008)
- Viktor Zaïdenberg (juin 2008-décembre 2008)
- Vladimir Kazakov (mars 2009-juin 2009)
- Sergueï Boïko (juin 2009-juillet 2009)
- Viktor Pavlioukov (juillet 2009-juillet 2010)
- Sergueï Perednia (juillet 2010-juin 2011)
- Oleg Stogov (juin 2011-septembre 2011)
- Vadim Khafizov (septembre 2011-mai 2014)
- Ievgueni Kharlatchiov (juin 2014-novembre 2014)
- Salavat Galeïev (novembre 2014-octobre 2015)
- Guennadi Masliaïev (en) (février 2016-mai 2016)
- Viktor Boulatov (mai 2021-novembre 2021)
- Nikolaï Kachentsev (novembre 2021-janvier 2022)
- Guennadi Masliaïev (en) (depuis janvier 2022)

## Historique du logo

Ancien logo.
Logo actuel.